# Грандо, Александр Абрамович
Алекса́ндр Абра́мович Грандо (1919 — 2004) — советский и украинский учёный, специалист в области социальной медицины и организации здравоохранения, истории медицины. Основные направления его научно-педагогической деятельности — теоретические и практические вопросы социальной медицины, исследования в области истории медицины. Заведующий кафедрой социальной гигиены и организации здравоохранения Национального медицинского университета имени А. А. Богомольца (1972—1990). Создал собственную школу организаторов здравоохранения и историков медицины. Доктор медицинских наук (1968), профессор (1970), Заслуженный деятель науки и техники Украины (1994), лауреат Государственной премии УССР (1983).

## Биография

### Детство и молодые годы
Родился в Могилеве-Подольском (Винницкая область). В 1941 году окончил Киевский медицинский институт. Во время Великой Отечественной войны был старшим полковым врачом на разных фронтах. Участник Сталинградской битвы. Награждён 3 боевыми орденами и многими медалями.

### Педагогическая и научная деятельность
В 1945—1947 годах — преподаватель военной кафедры Казанского университета, с 1948 по 1956 год — ассистент кафедры социальной гигиены и организации здравоохранения Киевского института усовершенствования врачей. Кандидат медицинских наук (1953). В 1956—1961 годах работал в НИИ коммунальной гигиены, сначала старшим научным сотрудником, затем возглавлял сектор истории здравоохранения. С 1961 года в Киевском медицинском институте в должностях доцента, профессора кафедры социальной гигиены и организации здравоохранения, а в 1972—1990 годах заведующего кафедрой. В 1968 году защитил докторскую диссертацию «Развитие гигиены и санитарной деятельности в РСФСР». Лекции профессора Грандо были чрезвычайно популярны среди студентов и врачей.
Основатель и главный редактор украинского историко-медицинского журнала «Агапит», издающегося на украинском, русском и английском языках, а также главный редактор оригинальной историко-медицинской работы «Выдающиеся имена в мировой медицине».

### Директор-основатель Национального музея медицины Украины
Одновременно с преподавательской и научной деятельностью А. А. Грандо, начиная с 1962 года, на общественных началах занимался созданием музея истории медицины, используя современные принципы музейной науки.
Была проведена многолетняя научно-исследовательская работа по сбору и изучению исторических источников, фондов многих государственных архивов, музеев и научных библиотек. Собрано более 14 тыс. экспонатов, разрабатывались научно-методические основы построения экспозиции.
На базе музея 29 октября 1982 года по решению Минздрава УССР был открыт Музей медицины Украинской ССР, в 1990 году преобразованный в Центральный медицинский музей УССР (с 1999 года — Национальный музей медицины Украины).
Благодаря своей научной уникальности и ценным экспозициям музей получил мировое признание, он является членом Европейской ассоциации музеев истории медицинской науки (с 1986 года).

## Основные работы
А. А. Грандо — автор более 160 научных трудов, в том числе 9 монографий, руководств и учебных пособий, посвященных различным вопросам истории и организации здравоохранения, проблемам врачебной этики и медицинской деонтологии. Среди них научно-популярные книги: «Глазами художников» (медицина в украинском изобразительном искусстве), «Медицинская этика», «Выдающиеся имена в истории украинской медицины» и др.
- Развитие гигиены в Украинской ССР. — К., 1975;
- Врачебная этика и медицинская деонтология. — 3-е изд. — К., 1994;
- Медицина в зеркале истории: О Музее медицины УССР. — К., 1990;
- Путешествие в прошлое медицины. — К., 1995;

## Награды и звания
Награждён орденом Отечественной войны I степени, двумя орденами Красной Звезды, орденом За заслуги ІІІ степени, орденом Богдана Хмельницкого III степени и 13 медалями. Лауреат Государственной премии УССР в области науки и техники (1983, за создание Музея истории медицины), заслуженный деятель науки и техники Украины (1995).
Почетный председатель Украинского научного общества историков медицины, почетный член Российского и Болгарского научных обществ историков медицины, действительный член Петровской академии наук и искусств (Санкт-Петербург), почётный гражданин своего родного города Могилева-Подольского Винницкой области.